# Filip Jagiełło
Filip Jagiełło (ur. 8 sierpnia 1997 w Lubinie) – polski piłkarz grający na pozycji pomocnika w Lechu Poznań.

## Kariera klubowa

### Młodość i Zagłębie Lubin
Urodzony w Lubinie Jagiełło, rozpoczął swoją karierę w lokalnym Zagłębiu. Jeszcze jako nastolatek był łączony z AFC Ajaksem czy Juventusem F.C.
W latach 2013–2019 występował w Zagłębiu Lubin. Dla pierwszej drużyny Miedzowych, zadebiutował 15 grudnia 2013, w domowym, przegranym 1:2 meczu 21. kolejki Ekstraklasy z Ruchem Chorzów. Spotkanie rozpoczął w wyjściowym składzie, jednak mecz był dla Jagiełły nieudany i już w 33. minucie meczu został zastąpiony na boisku przez Michala Papadopulosa. Pierwszego gola w barwach lubińskiego klubu, strzelił 3 kwietnia 2016, w domowym, wygranym 4:1 meczu 29. kolejki z Piastem Gliwice.

### Genoa CFC
31 stycznia 2019 podpisał kontrakt z włoskim klubem Genoa CFC, do którego został sprzedany za 1,5 miliona euro. Pomocnik pozostał jednak w Lubinie, ponieważ został wypożyczony do Zagłębia Lubin, do końca sezonu 2018/2019. Umowa obowiązywała do 30 czerwca 2019, po czym zawodnik powrócił do Genoi.
Swój debiut w Genoa CFC zaliczył 20 października 2019, podczas 8. kolejki Serie A, w wyjazdowym, przegranym 5:1 meczu z Parmą Calcio, kiedy to pojawił się na boisku w 71. minucie za Lassego Schönego Jako zawodnik Genoa CFC był wypożyczany do klubów grających w Serie B Brescia Calcio i Spezia Calcio. 

### Lech Poznań
W sierpniu 2024 Filip Jagiełło wrócił do Polski i związał się umową ważną do czerwca 2027 roku z opcją przedłużenia o 12 miesięcy z Lechem Poznań.

## Sukcesy

### Lech Poznań
- Mistrzostwo Polski: 2024/2025